# Ingunar-Freyr
Ingunar-Freyr es el nombre dado a Freyr en el Lokasenna (43) y en la Gran saga del Santo Olaf.
Es frecuentemente asumido que Ingunar es el equivalente germánico del escandinavo Yngvi.
El significado de Ingunar permanece incierto. Puede estar relacionado con los Ingaevones, una tribu germánica. Otra solución es entender Ingunar como el genitivo de Ingun, que sería una diosa de la fertilidad.
Una forma cercana, frea Ingwina ("Señor de los amigos de Ing") es usada en Beowulf (1319), donde se refiere al rey danés Hroðgar.